# Médicos del Mundo
Médecins du monde (MdM; pronunciación en francés: /medsɛ̃ dy mɔ̃d/) o Médicos del Mundo, es una organización no gubernamental de carácter internacional que proporciona atención médica de emergencia y de largo plazo para poblaciones vulnerables, y defiende la igualdad de acceso a la asistencia sanitaria en todo el mundo.
Fue fundada en 1980 por un grupo de 15 médicos franceses, entre ellos Bernard Kouchner, después de haber abandonado Médicos Sin Fronteras (MSF), la organización que Kouchner había cofundado a principios de 1971. Médicos del Mundo se creó con la misión de proporcionar atención médica de emergencia oportuna y libre de restricciones legales y administrativas, así como para trabajar con las poblaciones locales garantizando la sostenibilidad a largo plazo de los sistemas de salud, y para abogar en nombre de las poblaciones atendidas por MdM. La creación de MdM fue fruto del desacuerdo de Kouchner con ciertos aspectos de las políticas de MSF. Kouchner consideró que MSF estaba renunciando al principio fundador de témoignage ("testimonio"), que se refería a dar a conocer al mundo las atrocidades presenciadas por los cooperantes.
Médicos del Mundo está presente en catorce países: Argentina, Bélgica, Canadá, España, Francia, Grecia, Japón, Países Bajos, Portugal, Reino Unido, Suecia, Suiza y Estados Unidos. En España, comenzó a trabajar en 1988, como una delegación de Médecins du Monde. Dos años después, en 1990, se constituyó oficialmente Médicos del Mundo España. En Argentina, existe desde 1985, bajo la denominación Grupo Solidario del Sur, y ya desde 1998 como miembros de pleno derecho de la organización internacional.
Desde 1998, Médicos del Mundo España organiza anualmente el Premio Internacional Luis Valtueña de Fotografía Humanitaria.